# Mark Christian
Mark Peter Christian (Douglas, 20 novembre 1990) è un ex ciclista su strada e pistard britannico che ha corso come professionista dal 2012 al 2022.

## Palmarès

### Strada
- 2008 (Juniores)

Classifica generale Internationale Junioren-Rundfahrt Niedersachsen

#### Altri successi
- 2018 (Aqua Blue Sport)

Classifica scalatori Tour de Suisse

### Pista
- 2008

Campionati britannici, Inseguimento individuale Junior
Campionati britannici, Corsa a punti Junior
Campionati europei, Americana Junior (con Luke Rowe)
- 2009

Campionati britannici, Americana (con Peter Kennaugh)
- 2010

Campionati britannici, Americana (con Luke Rowe)
- 2012

Campionati britannici, Americana (con Simon Yates)
- 2014

2ª prova Coppa del mondo 2014-2015, Inseguimento a squadre (Londra, con Steven Burke, Owain Doull e Andrew Tennant)
2ª prova Coppa del mondo 2014-2015, Americana (Londra, con Owain Doull)

## Piazzamenti

### Grandi Giri
- Giro d'Italia

2021: 76º
- Vuelta a España

2017: 138º

### Classiche monumento
- Liegi-Bastogne-Liegi

2017: 90º
2018: 71º
- Giro di Lombardia

2021: 61º
2022: ritirato

### Competizioni mondiali
- Campionati del mondo su pista

Saint-Quentin-en-Yvelines 2015 - Corsa a punti: 17º
Saint-Quentin-en-Yvelines 2015 - Americana: 8º
- Campionati del mondo su strada

Mendrisio 2009 - In linea Under-23: ritirato
Copenaghen 2011 - Cronometro Under-23: 30º
Copenaghen 2011 - In linea Under-23: 68º
Bergen 2017 - In linea Elite: 98º

### Competizioni europee
- Campionati europei su pista

Pruszków 2008 - Inseguimento a squadre Junior: 2º
Pruszków 2008 - Inseguimento individuale Junior: 3º
Pruszków 2008 - Scratch Junior: 9º
Pruszków 2008 - Americana Junior: vincitore
Alkmaar 2008 - Americana: 8º
Minsk 2009 - Inseguimento a squadre Under-23: 2º
Minsk 2009 - Scratch Under-23: 7º
Minsk 2009 - Corsa a punti Under-23: 3º
Anadia 2011 - Inseguimento a squadre Under-23: 2º
Anadia 2011 - Scratch Under-23: ritirato
Anadia 2011 - Americana Under-23: 9º
Baie-Mahault 2014 - Scratch: 21º
Baie-Mahault 2014 - Corsa a punti: 13º
Baie-Mahault 2014 - Americana: 7º
- Campionati europei su strada

Verbania 2008 - In linea Junior: 70º
Goes 2012 - In linea Under-23: ritirato
Glasgow 2018 - In linea Elite: ritirato